# Sestriere Colle
Il Sestriere Colle fu un impianto sportivo temporaneo di Sestriere, realizzato per i XX Giochi olimpici invernali disputati a Torino nel 2006. L'impianto fu costruito all'arrivo delle due piste sciistiche parallele "Sises" e "Giovanni Alberto Agnelli" che ospitò gli eventi maschili e femminili di slalom gigante, slalom speciale e prove di slalom speciale della combinata di sci alpino; furono installate tribune provvisorie per l'evento, per una capienza di 7 800 spettatori.

## Storia
L'impianto venne realizzato nel 2003, con fondi pubblici, dall'Agenzia Torino 2006 per ospitare gli eventi maschili e femminili di slalom gigante, slalom speciale e prove di slalom speciale della combinata di sci alpino ai XX Giochi olimpici invernali di Torino del 2006.
Precedentemente ai Giochi, come "test event" di prova della nuova struttura, l'impianto ospitò le finali della Coppa del Mondo di sci alpino nel 2004 e una prova nel 2005.